# Playoffs NBA 1981
Los Playoffs de la NBA de 1981 fueron el torneo final de la temporada 1980-81 de la NBA. Concluyó con la victoria de Boston Celtics, campeón de la Conferencia Este, sobre Houston Rockets, campeón de la Conferencia Oeste, por 4-2.
Este sería el décimo cuarto título de los Celtics en su historia. El MVP de las Finales fue Cedric Maxwell.
Los playoffs se destacaron por ser los únicos, hasta la fecha, en la que un equipo con un balance negativo de victorias-derrotas conseguía llegar a las Finales de la NBA, este equipo fue Houston Rockets que ganó su primer título de la Conferencia Oeste a pesar de acabar con un balance de 40-42. Catorce años más tarde en 1995 volverían a tener una exitosa temporada repitiendo como campeones de la NBA, después de clasificarse en el puesto sexto con un balance de 47-35.
Indiana Pacers fue el cuarto y último equipo de la American Basketball Association que debutó en los playoffs, pero su debut no sería muy destacado y perderían los dos partidos ante unos fuertes Philadelphia 76ers. 
Con un 2-0 en la primera ronda, Chicago Bulls conseguiría ganar su primera serie desde 1975, aunque no repetirían otro pase hasta 1988.
Estos playoffs también se vieron marcados por el regreso de Milwaukee Bucks a la Conferencia Este; los Bucks pasaron sus dos primeras temporadas en el Este, antes de moverse a la Conferencia Oeste en la temporada 1970-71.

## Tabla
|  | Primera ronda     | Primera ronda | Primera ronda |   |  | Semifinales de Conferencia | Semifinales de Conferencia | Semifinales de Conferencia |  |  | Finales de Conferencia | Finales de Conferencia | Finales de Conferencia |  |  | Finales NBA | Finales NBA | Finales NBA |
|  |                   |               |               |   |  |                            |                            |                            |  |  |                        |                        |                        |  |  |             |             |             |
|  | E4                | New York      | 0             |   |  | E1                         | Boston*                    | 4                          |  |  |                        |                        |                        |  |  |             |             |             |
|  | E4                | New York      | 0             |   |  | E1                         | Boston*                    | 4                          |  |  |                        |                        |                        |  |  |             |             |             |
|  | E5                | Chicago       | 2             |   |  | E5                         | Chicago                    | 0                          |  |  |                        |                        |                        |  |  |             |             |             |
|  | E5                | Chicago       | 2             |   |  | E5                         | Chicago                    | 0                          |  |  |                        |                        |                        |  |  |             |             |             |
|  |                   |               |               |   |  |                            |                            |                            |  |  | E1                     | Boston*                | 4                      |  |  |             |             |             |
|  | Conferencia Este  |               |               |   |  |                            |                            |                            |  |  | E1                     | Boston*                | 4                      |  |  |             |             |             |
|  |                   | E3            | Philadelphia  | 3 |  |                            |                            |                            |  |  |                        |                        |                        |  |  |             |             |             |
|  |                   |               |               |   |  |                            |                            |                            |  |  |                        |                        |                        |  |  |             |             |             |
|  | E3                | Philadelphia  | 2             |   |  | E3                         | Philadelphia               | 4                          |  |  |                        |                        |                        |  |  |             |             |             |
|  | E3                | Philadelphia  | 2             |   |  | E3                         | Philadelphia               | 4                          |  |  |                        |                        |                        |  |  |             |             |             |
|  | E6                | Indiana       | 0             |   |  | E2                         | Milwaukee*                 | 3                          |  |  |                        |                        |                        |  |  |             |             |             |
|  | E6                | Indiana       | 0             |   |  | E2                         | Milwaukee*                 | 3                          |  |  |                        |                        |                        |  |  |             |             |             |
|  |                   |               |               |   |  |                            |                            |                            |  |  |                        |                        |                        |  |  | E1          | Boston*     | 4           |
|  |                   |               |               |   |  |                            |                            |                            |  |  |                        |                        |                        |  |  | E1          | Boston*     | 4           |
|  |                   | W6            | Houston       | 2 |  |                            |                            |                            |  |  |                        |                        |                        |  |  |             |             |             |
|  |                   |               |               |   |  |                            |                            |                            |  |  |                        |                        |                        |  |  |             |             |             |
|  | W4                | Portland      | 1             |   |  | W1                         | Phoenix*                   | 3                          |  |  |                        |                        |                        |  |  |             |             |             |
|  | W4                | Portland      | 1             |   |  | W1                         | Phoenix*                   | 3                          |  |  |                        |                        |                        |  |  |             |             |             |
|  | W5                | Kansas City   | 2             |   |  | W5                         | Kansas City                | 4                          |  |  |                        |                        |                        |  |  |             |             |             |
|  | W5                | Kansas City   | 2             |   |  | W5                         | Kansas City                | 4                          |  |  |                        |                        |                        |  |  |             |             |             |
|  |                   |               |               |   |  |                            |                            |                            |  |  | W5                     | Kansas City            | 1                      |  |  |             |             |             |
|  | Conferencia Oeste |               |               |   |  |                            |                            |                            |  |  | W5                     | Kansas City            | 1                      |  |  |             |             |             |
|  |                   | W6            | Houston       | 4 |  |                            |                            |                            |  |  |                        |                        |                        |  |  |             |             |             |
|  |                   |               |               |   |  |                            |                            |                            |  |  |                        |                        |                        |  |  |             |             |             |
|  | W3                | Los Angeles   | 1             |   |  | W6                         | Houston                    | 4                          |  |  |                        |                        |                        |  |  |             |             |             |
|  | W3                | Los Angeles   | 1             |   |  | W6                         | Houston                    | 4                          |  |  |                        |                        |                        |  |  |             |             |             |
|  | W6                | Houston       | 2             |   |  | W2                         | San Antonio*               | 3                          |  |  |                        |                        |                        |  |  |             |             |             |
|  | W6                | Houston       | 2             |   |  | W2                         | San Antonio*               | 3                          |  |  |                        |                        |                        |  |  |             |             |             |